# Macrargus rufus
Espèce
Synonymes
- Theridion rufum Wider, 1834
- Theridion parvipalpe Wider, 1834
- Neriene rubripes Blackwall, 1836
- Micryphantes erythrocephalus C. L. Koch, 1836
- Micryphantes aequalis C. L. Koch, 1841
- Bathyphantes inermis Menge, 1866
- Micryphantes ruficephalus Ohlert, 1867
- Bathyphantes ohlerti Simon, 1884

Macrargus rufus est une espèce d'araignées aranéomorphes de la famille des Linyphiidae.

## Distribution
Cette espèce se rencontre en Europe et dans le Sud de la Sibérie.

## Description
Les mâles mesurent de 3 à 4,5 mm et les femelles de 3 à 6 mm.

## Systématique et taxinomie
Cette espèce a été décrite sous le protonyme Theridion rufum par Wider en 1834. Elle est placée dans le genre Erigone par Thorell en 1871, dans le genre Neriene par O. Pickard-Cambridge en 1879, dans le genre Tmeticus par Simon en 1884 puis dans le genre Macrargus par Dahl en 1886.
Neriene rubripes, Micryphantes erythrocephalus et Micryphantes ruficephalus ont été placées en synonymie par Thorell en 1871.
Micryphantes aequalis et Bathyphantes inermis ont été placées en synonymie par Simon en 1884.
Bathyphantes ohlerti a été placée en synonymie par Becker en 1896.
Theridion parvipalpe a été placée en synonymie par Roewer en 1942.

## Publication originale
- Wider, 1834 : « Arachniden. » Zoologische miscellen. Museum Senckenbergianum, Abhandlungen aus dem Gebiete der beschreibenden Naturgeschichte, vol. 1, p. 197-282 (texte intégral).